# Myiagra hebetior
Myiagra hebetior е вид птица от семейство Monarchidae.

## Разпространение
Видът е разпространен в Папуа Нова Гвинея.